# Asia (Amerikaanse band)
Asia was een Amerikaanse rockband, die al bestond voordat de Britse supergroep Asia opgericht werd. Deze Amerikaanse band heeft in 1978 en 1980 een tweetal albums afgeleverd, die binnen het genre progressieve rock vallen. De musici hadden echter verzuimd hun naam vast te laten leggen. Zodra de naam van de supergroep Asia bekend werd gemaakt heeft de Amerikaanse groep nog bericht dat er al een groep was die zo heette. Daarop heeft het management van de supergroep contact opgenomen met de Amerikanen. De bekendmaking van de supergroep had echter al zoveel verwachtingen geschapen, dat die groep niet meer terugkon. Er is veel juridisch getouwtrek aan te pas gekomen; uiteindelijk heeft de Amerikaanse groep de strijd moeten staken.

## Musici
- Michael English: zang, basgitaar en percussie;
- Larry Galbraith: zang, gitaar;
- Mike Coates: gitaar en toetsen; (componist van alle liedjes)
- John Haynes: drums op Asia;
- Doug Johnson: drums op Armed to the teeth.

## Albums

### Asia
Opgenomen in Minneapolis, met als producers Dick Hedlund en Asia.
1. Love may be gone;
2. A better man for leavin';
3. The taming of the bull;
4. The road of kings;
5. Law of the land;
6. Requiem.

### Armed to the teeth
Opgenomen in Minneapolis, met als producers Mike Coates en John Calder.
1. Thunder rider;
2. Xanadu;
3. Kamikaze;
4. Paladin;
5. Genghis Khan;
6. The bard.